# Observatorul din Lille

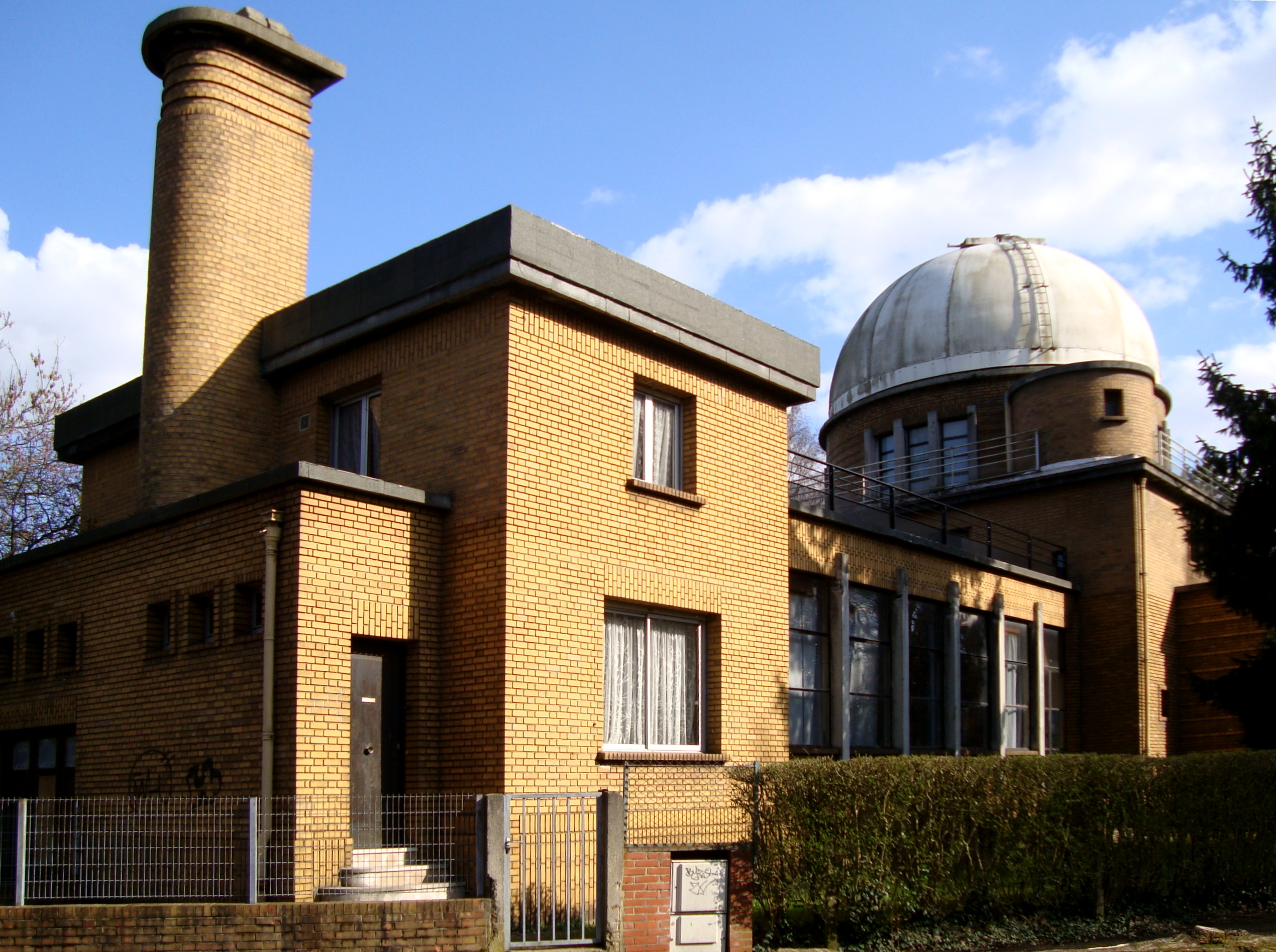
Observatorul din Lille

Observatorul din Lille (denumirea oficială în limba franceză: Observatoire de l'Institut de mathématiques appliquées et d'astronomie) este o clădire consacrată  astronomiei, situată pe impasse de l'Observatoire, la Lille. Construit în 1932, observatorul a fost înscris în inventarul monumentelor istorice din Franța în 2001.
Se poate ajunge la observator luând metroul până la stația Porte de Douai.

## Istoric
Robert Jonckhèere, născut în 1888 la Roubaix și pasionat de astronomie, îndeosebi de cercetarea stelelor duble, a fondat observatorul și l-a inaugurat în 1909. Acest prim observator poseda o cupolă cu diametrul de 9 metri și o lunetă cu obiectivul având diametrul de 35 cm și distanța focală de peste 6 m. Se ocupa și cu strângerea  datelor meteo și de serviciul orei.
În timpul Primului Război Mondial localitatea Hem a fost ocupată de inamic, iar Robert Jonckhèere s-a refugiat în Anglia, la Observatorul Regal Greenwich. La revenirea, după război, din lipsă de bani, a trebuit să–și vândă echipamentele Universității din Lille, cât și terenul și clădirile care vor fi demolate în 1934.
În aceeași perioadă, primarul din Lille, Roger Salengro, a dispus construirea mai multor clădiri științifice în cartierul Lille-Moulins, între care un nou observator, care va include de atunci luneta de 35 cm. Robert Jonckhèere a revenit la observator în 1940 și și-a continuat acolo lucrările până în 1962, descoperind 3.350 de stele duble.
Observatorul își continuă activitatea, avându-i succesiv directori pe: Charles Gallissot, Vladimir Kourganoff, Pierre Bacchus, Luc Duriez, Irène Stellmacher și Alain Vienne. În 2012, observatorul s-a ocupat mai cu seamă de comete și de gunoaiele spațiale.

## Galerie de imagini

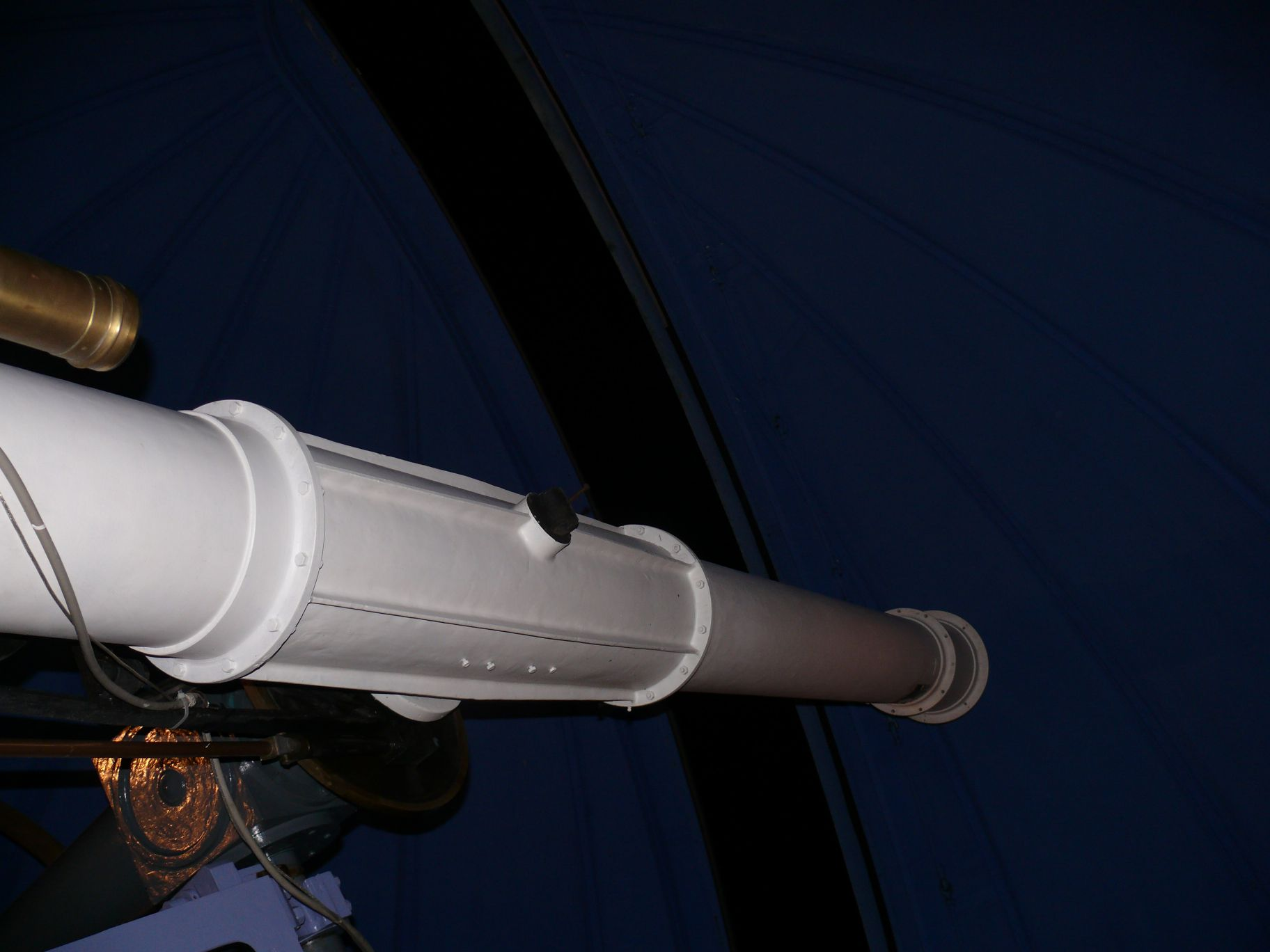
Luneta de 35 cm
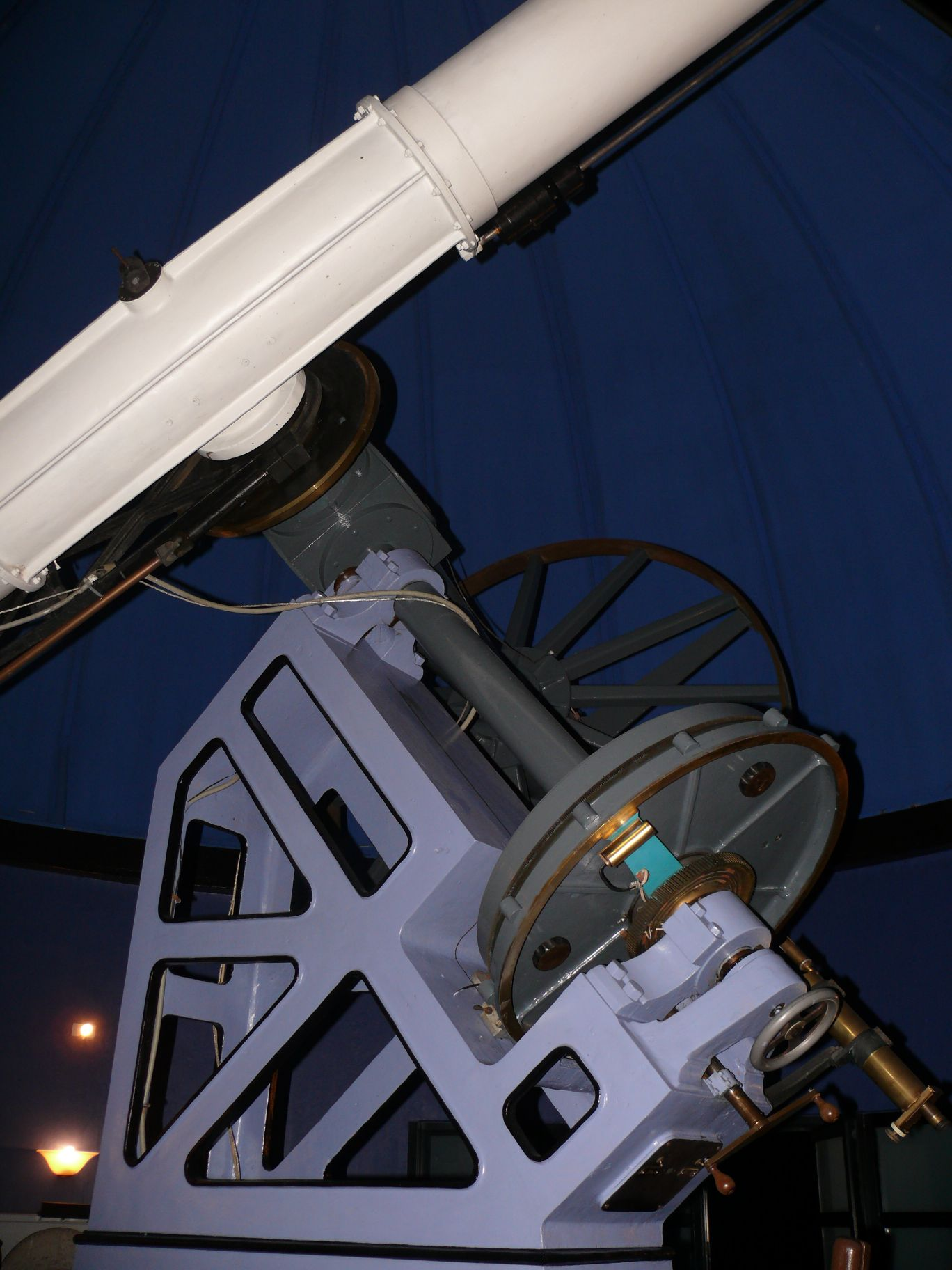
Luneta
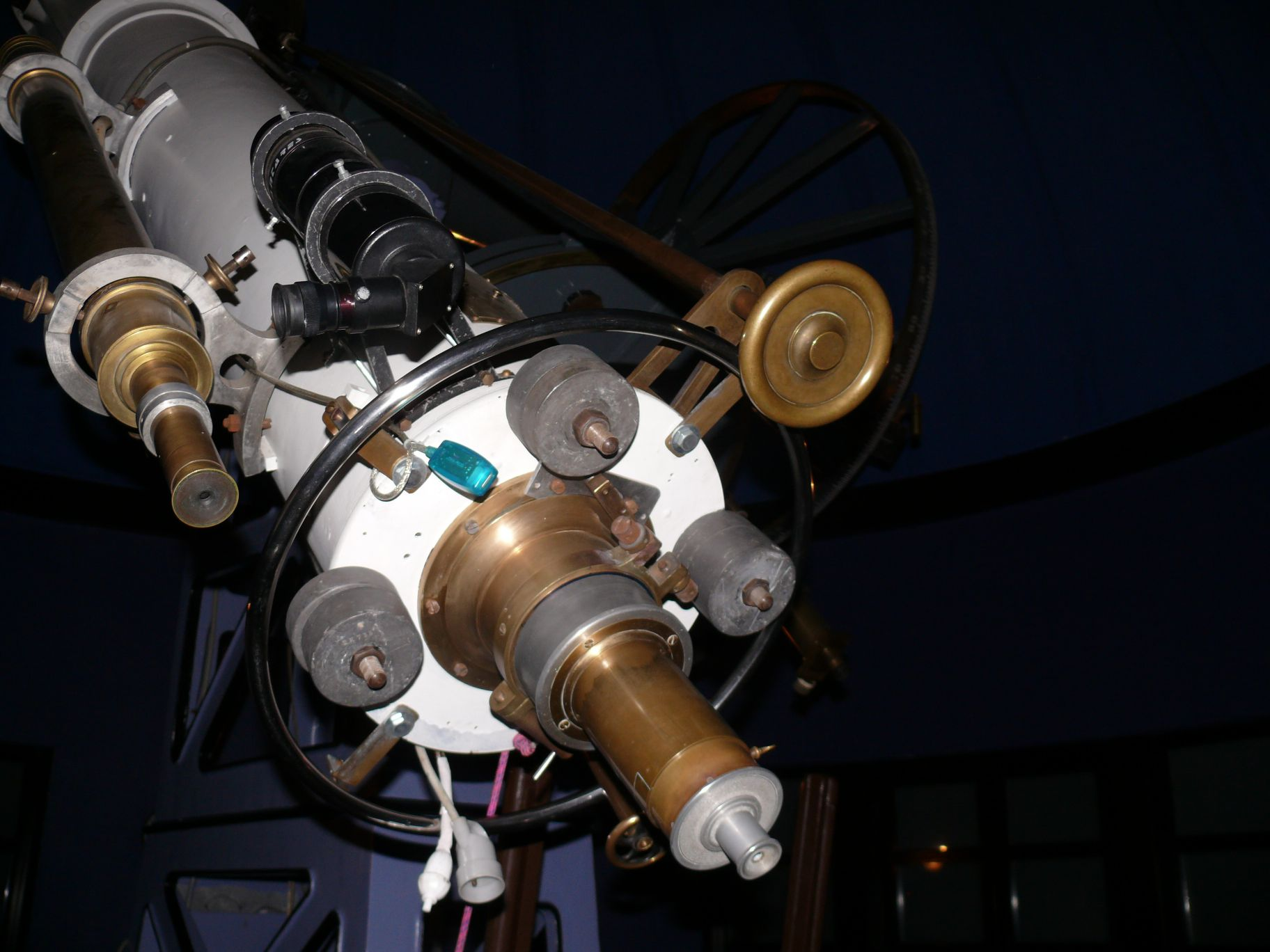
Luneta

## Muzeul
Observatorul are și un muzeu care prezintă diverse obiecte  utilizate  în meteorologie și în astronomie: anemometre, barometre, sextante, micrometre cu fir, receptoare și numeroase ceasornice.

## Galerie

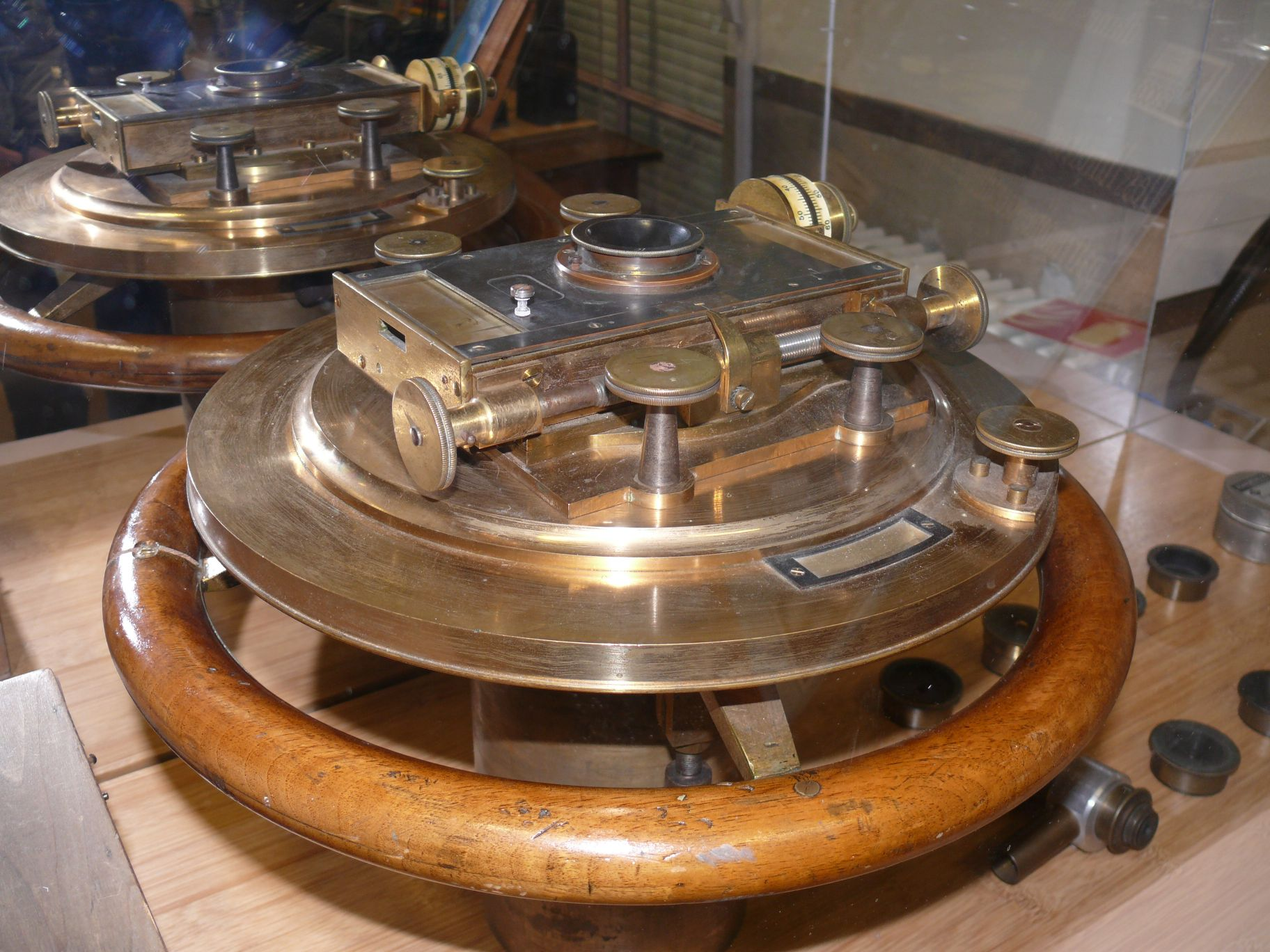
Micrometru cu fir
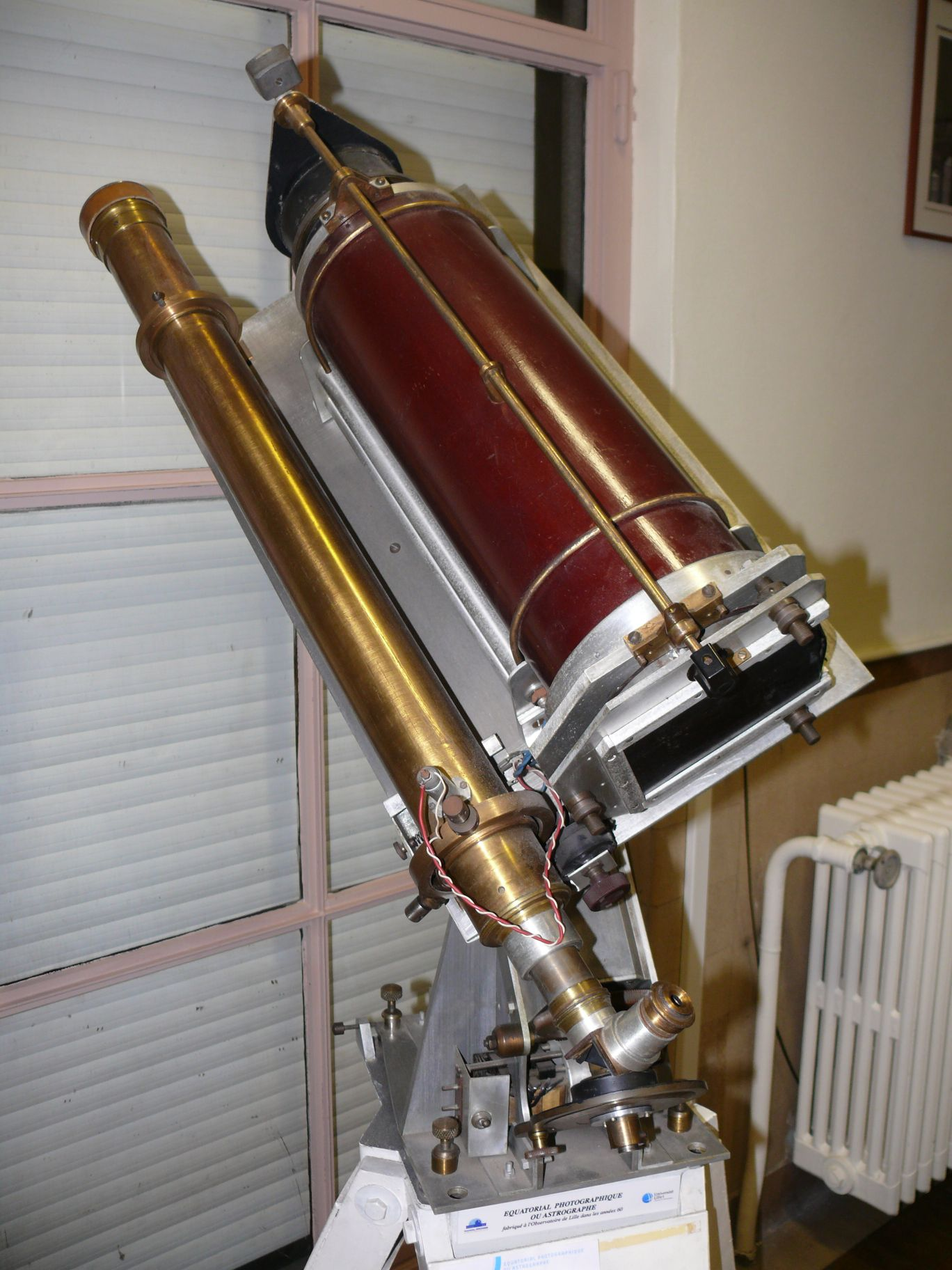
Astrograf
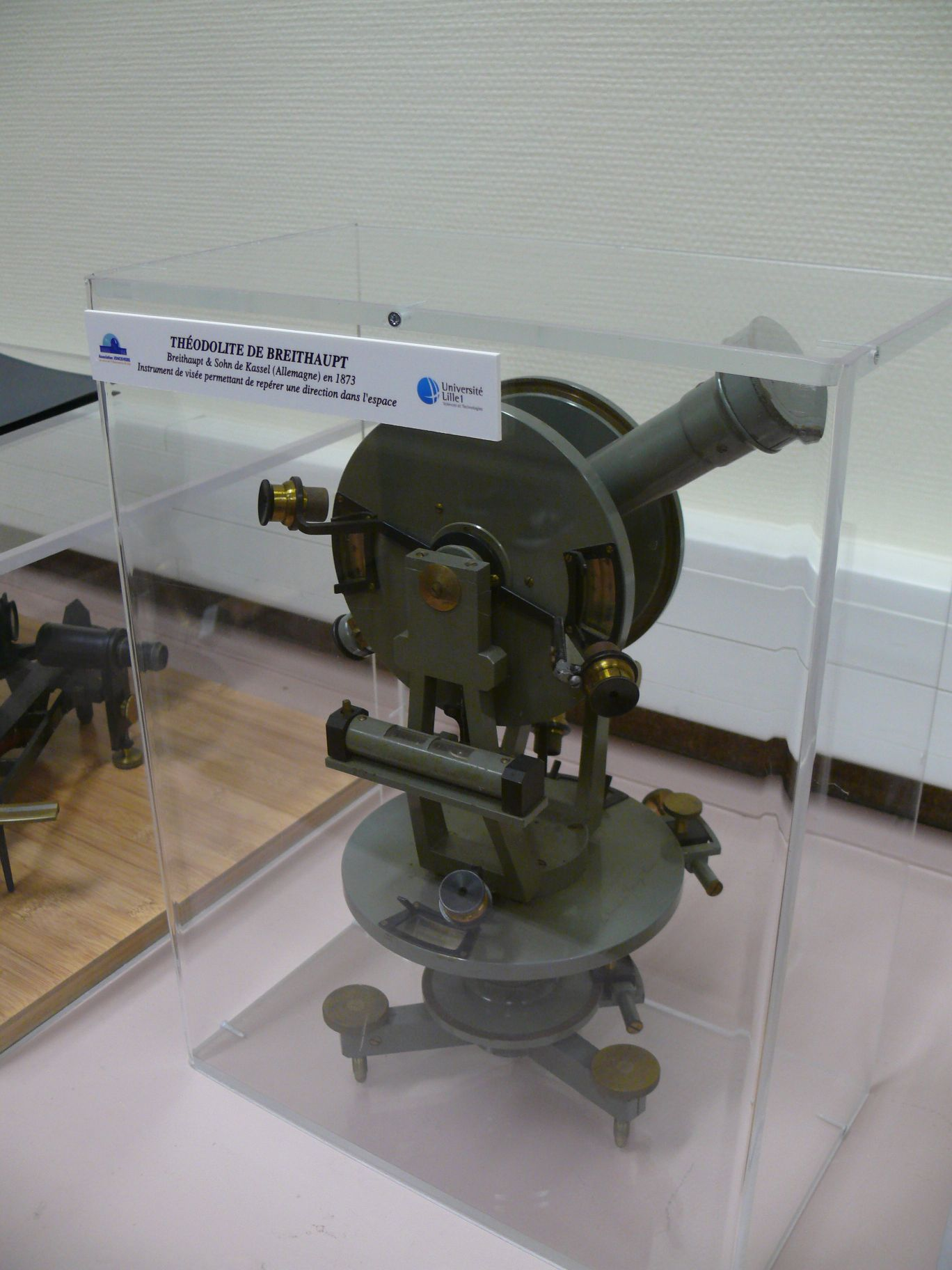
Teodolit